# Pelota de badana

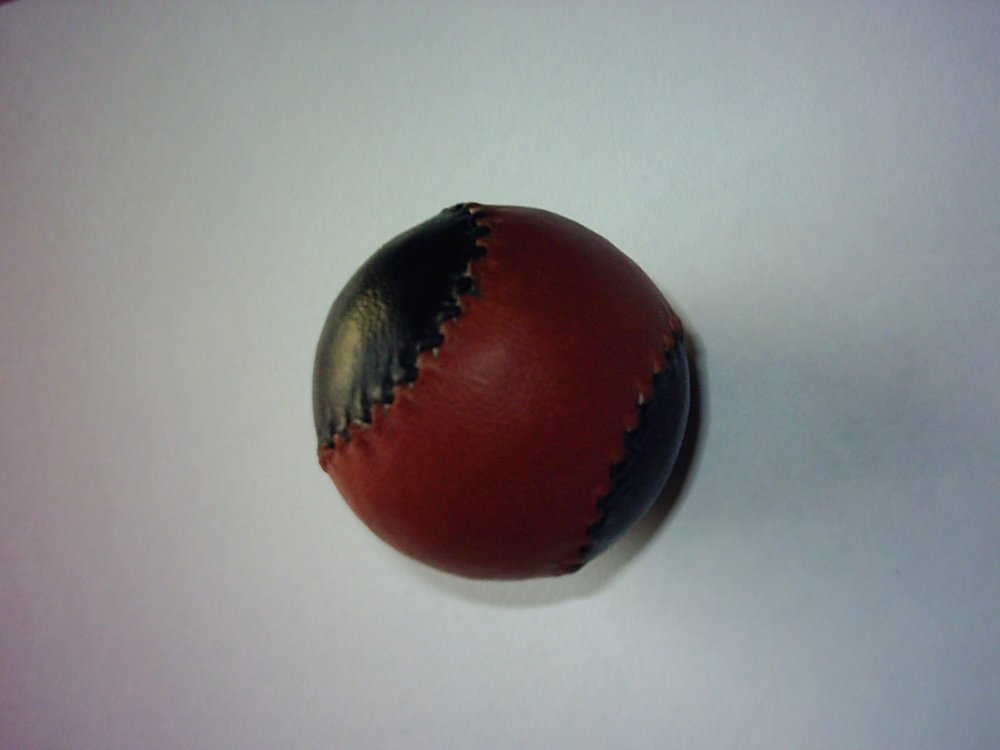
Detalle de una pelota de badana.

La pelota de badana o pilota de badana es uno de los tipos de pelota utilizadas en el juego de la pelota valenciana. Como indica su nombre son unas pelotas cuyo exterior es de piel de cordero; su interior es un amasijo apretado que puede llevar un pequeño centro de goma aunque esto afecta el movimiento de la pelota por lo cual se ha ido eliminando paulatinamente este tipo de centro. Fueron usadas tradicionalmente en el juego de calle (galotxa) por tener un precio más económico que la más apreciada pelota de vaqueta, y actualmente son las indicadas para el entrenamiento y la competencia de jóvenes, como también para la formación inicial en las escuelas de pelota valenciana. Tienen como máximo un peso de 26 g y un diámetro de 38 mm.